# ثيكسدر
ثيكسدر (بالإنجليزية: Thexder)، هي لعبة فيديو من نوع أجري وأقتل، صدرت سنة 1985، وتعمل على عدة منصات، ومنها نينتندو إنترتينمنت سيستم وإم إس إكس، وهي من تطوير ونشر شركة غيم آرتز.